# Leucoma clara
Leucoma clara är en fjärilsart som beskrevs av Walker 1865. Leucoma clara ingår i släktet Leucoma och familjen tofsspinnare. Inga underarter finns listade i Catalogue of Life.

## Bildgalleri

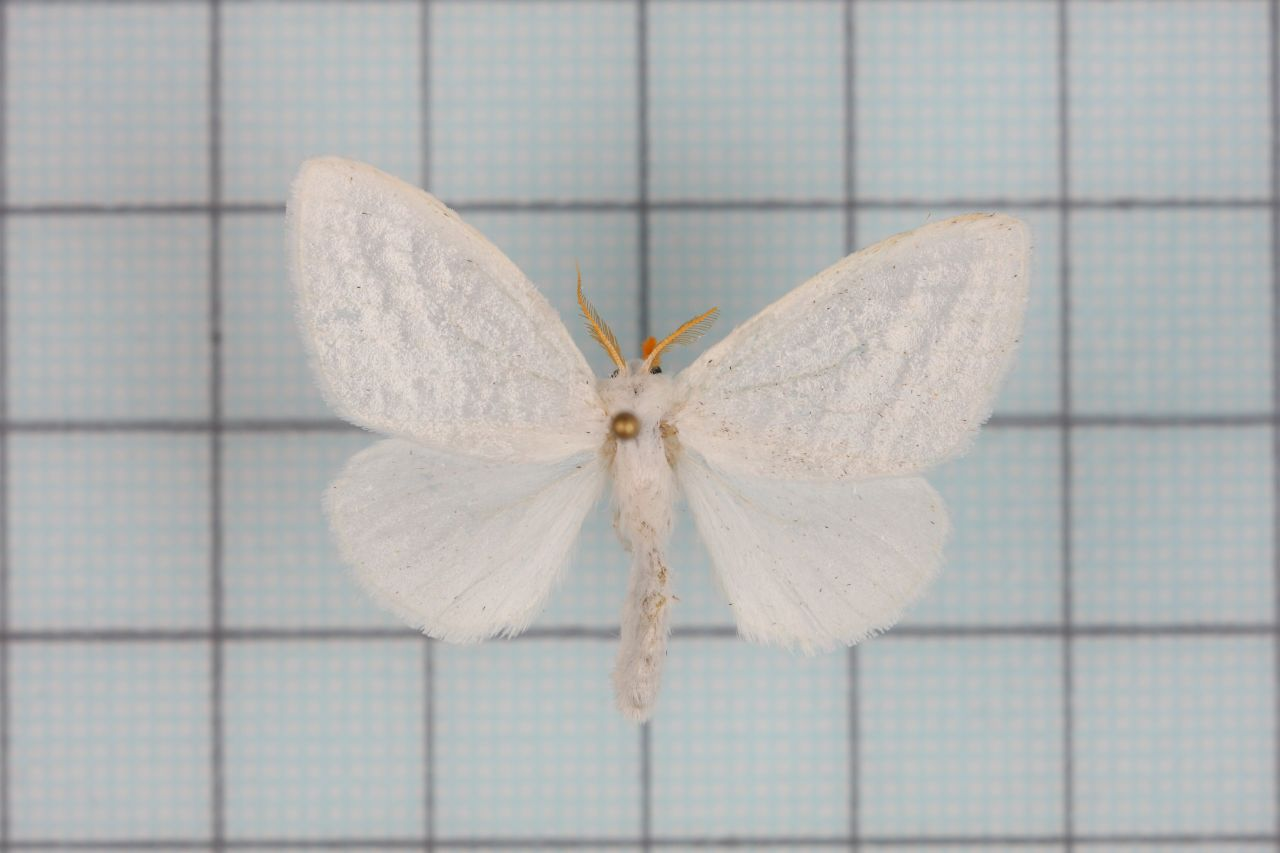
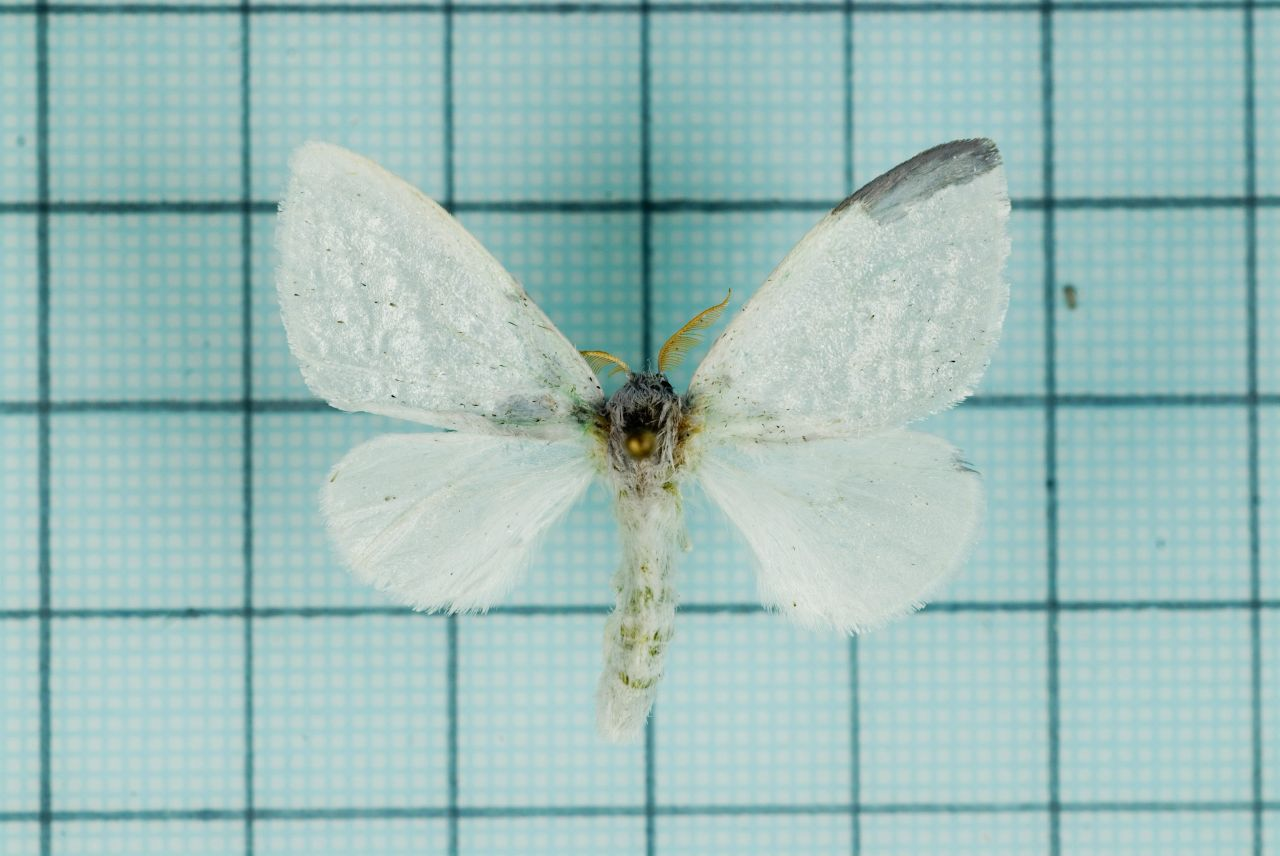